# パロディウスだ! 〜神話からお笑いへ〜
『パロディウスだ! 〜神話からお笑いへ〜』（パロディウスだ しんわからおわらいへ）は、コナミが開発し1990年4月25日より稼働開始したアーケード用横スクロールシューティングゲーム。1988年に発売された『パロディウス 〜タコは地球を救う〜』の続編にあたる。

## 概要
パロディシューティングゲーム『パロディウス』シリーズの第2作。アーケードで初登場し、人気が高かったため家庭用ゲーム機やパソコン、携帯電話など非常に多くのハードに移植された。山場BGMの「クライシス第4楽章」ボスBGM（くまんばちの飛行）、ゲームオーバー時のBGMはMSX版から継承している。
宿敵バグとの死闘を終えたMr.パロディウスことタコのもとに、地球で彼の父の大ダコが諸悪の根源となっているという噂が舞い込む。そこで彼のもとに旧知の友も駆けつけ、事件の真相を明らかにするべく地球を目指して飛び立つ、という壮大な親子ゲンカを描く。
前作とは違い、使用する武器が全キャラクターで異なっている。基本的なゲームシステムは『グラディウス』（1985年）とほぼ変わりないが、前作同様ルーレットカプセル（普通のパワーアップカプセルと同じ形だが、取得するとパワーアップゲージの点灯部分がルーレットのように回転する）やベルパワーが存在したりと、パロディウスシリーズ独特のシステムとなっている。タイミングはランダムではなくステージ内のどこに出るかが決められている。
同時期（3か月前）に発売された『グラディウスIII -伝説から神話へ-』（1989年）に比べると中盤までなら難易度もそれほどでなく、ペンギンなどの可愛らしいキャラクターや斬新なステージ展開からパロディウスシリーズの人気度アップに貢献し、この年のゲーメスト大賞では総合2位を受賞している。
遊び心満載のゲームであると同時にお色気要素も豊富である。2面中ボスの「ちちびんたリカ」はリオのカーニバルのような露出度の高い衣装の美女で、がに股の横歩きで迫ってくる。7面ボスの「ハニーみかよ」は裸でベッドに横たわった姿勢の金髪美女で、こちらがショットを打ち込むと喘ぎ声を出す。
シリーズ初のリアルタイムで難易度が上下する「タイマー難度」を搭載しており、パワーアップやノーミスでゲームを進行することで難易度が上昇する。特にスピードアップを取ることによる難易度上昇は顕著で、ノーミスでパワーアップして進行すると1周目の2面あたりから撃ち返し弾が飛んでくるほど難易度が急上昇する。そのため、手堅くノーコンティニュークリアを目指すにはスピードアップすら自粛する忍耐プレイを行う必要があるなど、表面的なかわいらしさとは裏腹に非常にマニアックな難易度のゲームとなっている。アーケードのグラディウスシリーズでは初めてコンティニューを採用しており、ミスやコンティニューすれば難易度が下がるようになっている。この仕様変更により1コインクリアはかなり難しい一方で連コインを繰り返しランクを落とせば先に進めるようになり設置店のインカムの向上に繋がった。なお、PSP版では難易度の上昇率を変更できるようになっている。
残機を全て失うまでは何周クリアしても終わらないループゲームだった従来のグラディウスシリーズと異なり、本作のアーケード版はコナミのゲームとしては珍しい2周エンド制を採用している（当時のコナミ作品で2周エンド制を採用したゲームは『XEXEX』ぐらいしかない）。2周目をクリアすると、エンディング後にそのままゲームオーバーとなる。
当時のゲーム雑誌の『ゲーメスト』では開発スタッフによるほとんど全ての敵キャラクターのイラストが公開された。
オープニングデモの「スペース・シューティング物語 グラディウスの進化 第573話」は『グラディウスII -GOFERの野望-』のオープニングをパロディにしたものである。また、サブタイトルの『神話からお笑いへ』は『グラディウスIII』のサブタイトル『伝説から神話へ』のパロディである。

## システム

### ベルパワー
ツインビーシリーズにも登場するベルで、赤い敵や敵編隊を倒すと赤のパワーカプセル6個目毎にパワーカプセルの代わりに出現する。（ただしゲームスタート時は5個目。自機が撃破されてもこのカウントは維持される）初期状態は黄色だが、攻撃を5発当てるごとに青→白→緑→赤→再び青…と色が変化し、色が変わった時に取ると様々な特殊攻撃が可能になる。2周変化させると破壊される。ベルパワーは一度に1種類しか保持できず、例えばスーパーボムを持っていても緑ベルで巨大化するとスーパーボムのストックはなくなる。どれも強力で緊急回避には便利だが、黄色以外のベルパワーはバリアとは併用できないためバリア状態で取得した場合はバリアは解除され、ベルパワーを保持している間はタイマー難度が上昇するというデメリットもある。
黄色ベル / スコアアップ
落とさずに取り続けると500→1000→2500→5000→10000点と貰える点数が多くなる。ベルを破壊しても点数は維持される。
青ベル / スーパーボム
画面全体を攻撃し、敵弾も相殺できる強力なボム。マニュアルモードではボムボタン（ミサイルボタンと兼用）で発射可能で、爆発が広がって画面全体が白くフラッシュした時は自機が一瞬だけ無敵になり、その間に地形をすり抜けることも可能。使用せずに再び青ベルを取ればストックされ、最大3発まで保持できる。
白ベル / メガホン
メガホンから様々な文字が表示され、その文字で前方に向かって攻撃する。地形すら貫通し、敵弾も相殺可。ただし、メガホン使用中はオプションでの攻撃ができないため、上下や後方への攻撃が手薄になるというデメリットもある。
緑ベル / 巨大化
自機が巨大化し、一定時間無敵になり地形をすりぬけて敵に体当たり攻撃できる。ただし、その間は通常の攻撃やベルの取得はできない。
赤ベル / 菊一文字
ボムボタンを押すと縦方向に広がり、触れた敵にダメージを与え敵弾も相殺できるビームを前方に発射する。1つ取ると3発分ストックされる。発射された菊一文字に重なっている間は無敵で攻防一体の武器となる。高速スクロール面では一瞬で後方に流れるため本来の機能を発揮できないが、後方の敵を一掃できる。

## ステージ構成
※「ステージ音楽」と「ボス戦の音楽」の作曲者名と作品名、原曲名の表記は特筆がない限り、PSP版のミュージックプレイヤーモードに準ずる。
| Stage | 内容                                         | ステージ音楽                                                            | 解説 | ボス                              | ボス戦の音楽                                    |
| ----- | -------------------------------------------- | ----------------------------------------------------------------------- | --- | --------------------------------- | ----------------------------------------------- |
| 1     | 〜アイランド・オブ・パイレーツ〜 {海賊島}    | ヨハン・シュトラウスII世『雷鳴と電光』                                  | 最初のステージながら早くもボスが複数登場する。なおこのステージのボス戦のBGMは5、7、8面でも使用されている。 ステージボスの「キャプテンペンギンノフスキーIII世」は、周囲を子分のペンギンで取り囲み、援護射撃兼盾にしてくる。臍が弱点であり、倒すと海に沈む。 | おまんにゃわアチャコ {ネコ戦艦}   | ベートーベン『交響曲 第9番『合唱つき』第4楽章』 |
| 1     | 〜アイランド・オブ・パイレーツ〜 {海賊島}    | ヨハン・シュトラウスII世『雷鳴と電光』                                  | 最初のステージながら早くもボスが複数登場する。なおこのステージのボス戦のBGMは5、7、8面でも使用されている。 ステージボスの「キャプテンペンギンノフスキーIII世」は、周囲を子分のペンギンで取り囲み、援護射撃兼盾にしてくる。臍が弱点であり、倒すと海に沈む。 | キャプテンペンギンノフスキーIII世 | リムスキー＝コルサコフ『くまんばちの飛行』      |
| 2     | 〜ピエロの涙も3度まで〜 {ラスベガス}         | ピョートル・チャイコフスキー『ピアノ協奏曲 第1番』                      | 前半は上下無限スクロールのステージで、ピエロ（グラディウスシリーズでのモアイのパロディ）が攻撃してくる。 後半は画面上下に壁があり、ちちびんたリカが左右に踊り歩くため画面外へ退場するまでの間、ひたすら回避し続けねばならない。ちちびんたリカを倒すことは不可能。 ボスの「イーグル佐武」は、羽とリップルレーザーで攻撃する。倒すとハゲワシとなって墜落する。                                     | ちちびんたリカ                    | GRADIUSIIより「The Final Enemy」                |
| 2     | 〜ピエロの涙も3度まで〜 {ラスベガス}         | ピョートル・チャイコフスキー『「くるみ割り人形」の「葦笛の踊り」』      | 前半は上下無限スクロールのステージで、ピエロ（グラディウスシリーズでのモアイのパロディ）が攻撃してくる。 後半は画面上下に壁があり、ちちびんたリカが左右に踊り歩くため画面外へ退場するまでの間、ひたすら回避し続けねばならない。ちちびんたリカを倒すことは不可能。 ボスの「イーグル佐武」は、羽とリップルレーザーで攻撃する。倒すとハゲワシとなって墜落する。                                     | イーグル佐武                      | GRADIUSIIより「Take Care!」                     |
| 3     | 〜ラビリンス お菓子城の謎〜 {迷宮}           | ピョートル・チャイコフスキー『「くるみ割り人形」の「ロシア人の踊り」 』 | 再び上下無限スクロール。入り組んだ迷路状の地形が特徴。中盤は粒を壊しながら進む。元ネタは『グラディウス』のストーンヘンジ（2面）。 ボスの「ホットリップス」は8体の唇のみのボスで、入れ歯の形をした弾を撃ってくる。入れ歯は破壊可能。 | ホットリップス                    | オッフェンバック『喜歌劇「天国と地獄」序曲』    |
| 3     | 〜ラビリンス お菓子城の謎〜 {迷宮}           | ロッシーニ『ウィリアム・テル序曲』                                      | 再び上下無限スクロール。入り組んだ迷路状の地形が特徴。中盤は粒を壊しながら進む。元ネタは『グラディウス』のストーンヘンジ（2面）。 ボスの「ホットリップス」は8体の唇のみのボスで、入れ歯の形をした弾を撃ってくる。入れ歯は破壊可能。 | ホットリップス                    | オッフェンバック『喜歌劇「天国と地獄」序曲』    |
| 4     | 〜嗚呼！日本旅情〜 {日本}                    | ハチャトゥリアン 『「ガイーヌ」の「剣の舞」』                           | グラディウスシリーズではほとんどの作品に存在する火山ステージ。中盤に移動する桜の木（はしりやサクラ玉吉）が登場。 ボスの「豚潮」は、四股を踏んでザコを降らせたり、褌を飛ばして攻撃する。倒すと上にあるコナミの看板が落ちてくるが、当たり判定があるので注意。 | 豚潮                              | 日本民謡『八木節』                              |
| 5     | 〜宇宙戦艦モアイ〜 {モアイ戦艦}              | ビゼー『アルルの女 第2組曲 第4曲「ファランドール」』                    | 高速スクロールステージ。『グラディウス』のモアイが戦艦になって登場する。元ネタは『R-TYPE』のステージ3に登場する巨大戦艦「グリーンインフェルノ」。 ボスの「よしこ＆よしお」は2体のモアイのボス。 | よしこ&よしお                     | リムスキー＝コルサコフ『くまんばちの飛行』      |
| 5     | 〜宇宙戦艦モアイ〜 {モアイ戦艦}              | GRADIUSIIより「The Old Stone Age」                                      | 高速スクロールステージ。『グラディウス』のモアイが戦艦になって登場する。元ネタは『R-TYPE』のステージ3に登場する巨大戦艦「グリーンインフェルノ」。 ボスの「よしこ＆よしお」は2体のモアイのボス。 | よしこ&よしお                     | リムスキー＝コルサコフ『くまんばちの飛行』      |
| 6     | 〜軍艦マーチで今日もフィーバー!〜 {パチンコ} | 瀬戸口藤吉『軍艦マーチ』                                                | 敵の数が多くザブも多数発生する。この面に限りルーレットカプセルが非常に多く出現する。 ボスの「電飾コア」は、『グラディウスII』に登場するクリスタルコアが、パチンコのような装飾を纏ったような見た目をしており、フリッパーによって攻撃を防御する。 | 電飾コア                          | GRADIUSより「Aircraft Carrier」                 |
| 7     | 〜ビューティフル・ギャルズ〜 {雲海と泡}      | ピョートル・チャイコフスキー『「くるみ割り人形」の「花のワルツ」』      | 様々な方向から発生する泡を破壊しながら進んでいく。元ネタは『グラディウスIII』のバブル（2面）。 ボスの「ハニーみかよ」は、手から子ブタの天使を呼び寄せて攻撃する。倒すと泣く。 | ハニーみかよ                      | リムスキー＝コルサコフ『くまんばちの飛行』      |
| 8     | 〜もっとも北の国から'90〜 {氷結洞窟}         | フェリックス・メンデルスゾーン『ヴァイオリン協奏曲ホ短調 第3楽章』      | 氷の洞窟の中を水上と水中に移動しながら進むステージであり、斜めに強制スクロールする場面が多く、水中ではスピードが1速下がる。また、中盤に熱帯魚のザコキャラが大量に出現する地帯は、撃ち返しも相まって弾が大量発生して避けづらく、このゲーム屈指の難所となっている。 ボスの「プーヤン」はハリセンボンのような見た目をしており、大量の針を飛ばして攻撃する上、ダメージを与えると体を膨らませてくる。 | プーヤン                          | リムスキー＝コルサコフ『くまんばちの飛行』      |
| 8     | 〜もっとも北の国から'90〜 {氷結洞窟}         | ヨゼフ・ワーグナー『双頭の鷲の旗の元に』                                | 氷の洞窟の中を水上と水中に移動しながら進むステージであり、斜めに強制スクロールする場面が多く、水中ではスピードが1速下がる。また、中盤に熱帯魚のザコキャラが大量に出現する地帯は、撃ち返しも相まって弾が大量発生して避けづらく、このゲーム屈指の難所となっている。 ボスの「プーヤン」はハリセンボンのような見た目をしており、大量の針を飛ばして攻撃する上、ダメージを与えると体を膨らませてくる。 | プーヤン                          | リムスキー＝コルサコフ『くまんばちの飛行』      |
| 9     | 〜ナイト・オブ・ザ・リビングデッド〜 {墓地}  | グリーグ『ペールギュント組曲 第1 第4曲』                                | 骸骨や鬼火など、日本の妖怪風の敵が登場。 中ボスはからかさ小僧のような見た目の「アイアンメイデンMk-III」（元ネタは『グラディウス』に登場する「アイアンメイデン」）。 ボスの「吉原ダユー」は、最初は煙の状態で登場し自機を追尾した後、一定時間が経過した後に煙から変身して攻撃してくる（そしてまた一定時間が経つと煙になって自機を追尾してくる）。                                                 | アイアンメイデンMk-III            | ベートーベン『交響曲 第9番『合唱つき』第4楽章』 |
| 9     | 〜ナイト・オブ・ザ・リビングデッド〜 {墓地}  | ピョートル・チャイコフスキー『「白鳥の湖」の「情景」』                  | 骸骨や鬼火など、日本の妖怪風の敵が登場。 中ボスはからかさ小僧のような見た目の「アイアンメイデンMk-III」（元ネタは『グラディウス』に登場する「アイアンメイデン」）。 ボスの「吉原ダユー」は、最初は煙の状態で登場し自機を追尾した後、一定時間が経過した後に煙から変身して攻撃してくる（そしてまた一定時間が経つと煙になって自機を追尾してくる）。                                                 | 吉原ダユー                        | ロッシーニ『ウィリアム・テル序曲』              |
| 10    | 〜ゴーファーの要塞〜 {要塞}                  | GRADIUSより「Final Attack」                                             | BGM、構成共にほぼ初代『グラディウス』のステージ7を踏襲している。 ボスの「ゴルゴダ・タコベエ」は初代グラディウスのラスボスである「マザーコンピューター」が元ネタであり、タコベエ自身ではなく、壁にしがみついている足を破壊すると倒したことになる。 | ゴルゴダ・タコベエ                | GRADIUSより「Aircraft Carrier」                 |

## 登場キャラクターと装備
プレイヤーが操作するキャラクターは全4種から1つを選択する。キャラクターによって使用可能な装備が異なる。『グラディウス』シリーズと同様に、ダブル系（ゲージ3番目）とレーザー系（ゲージ4番目）はそれぞれ排他選択であり併用不可である。
スピードアップと!?はいずれもキャラも共通。!?はバリアを除く装備が初期化される代わりに難易度ランクが下がる。
| 自機           | ゲージ         | ゲージ           | ゲージ     | ゲージ           | ゲージ                | ゲージ | ゲージ             |
| 自機           | 1              | 2                | 3          | 4                | 5                     | 6      | 7                  |
| -------------- | -------------- | ---------------- | ---------- | ---------------- | --------------------- | ------ | ------------------ |
| ビックバイパー | スピードアップ | ミサイル         | ダブル     | レーザー         | オプション            | !?     | シールド           |
| タコ           | スピードアップ | 2-WAYミサイル    | テイルガン | リップルレーザー | オプション            | !?     | オクトパストラップ |
| ツインビー     | スピードアップ | ロケットパンチ   | テイルガン | 3-WAY            | オプション （収束型） | !?     | フォースフィールド |
| ペン太郎       | スピードアップ | ポットンミサイル | ダブル     | スプレッドガン   | オプション （収束型） | !?     | バブル             |

ビックバイパー（VIC VIPER）
本作ではたいやき屋の親父。58歳。装備は『グラディウス』そのまま。ダブルとレーザーを使い分ければ、どんな局面にも対応できる万能機体。
スピードアップ
自機の移動スピードが1段階アップ。最大5速。
ミサイル
自機の前方下方向に発射され、地形にそって移動するミサイル。足があり、地形につくと歩く。
ダブル
正面と前斜め上に通常弾を発射する。
グラディウスIIIまでは前方と他方向同時射出だったが、当作では単発発射は変わり無いが各方向個別に発射される様になり使い勝手が良くなった。
レーザー
貫通力のある強力なレーザー。
オプション
自機と同じ攻撃をする分身を1つ装備。最大4個。自機の動きをトレースするが、自機の移動を止めるとオプションの移動も止まる。
 !?
シールド以外の全ての装備が無くなる（パワーダウン）。
シールド
前方からの攻撃を防ぐシールドが装備される。

タコ（OCTOPUS）
本作の主人公。またの名はMr. パロディウス。前作に続き本作の主人公だが、キャラクターセレクトは2番目。『グラディウスII』のTYPE 4装備と全く同じ、バランスが取れた装備になっている。その反面、攻撃力がやや低く、斜め上と斜め下が死角になっているので、左端に追い詰められるとピンチに陥りやすい。
スピードアップ
自機の移動スピードが1段階アップ。最大5速。
2ウェイミサイル
自機の上下に発射されるミサイル。
テイルガン
正面と真後ろに通常弾を発射。
リップルレーザー
波紋（リップル）のように拡大していくレーザー。貫通力はない。
オプション
自機と同じ攻撃をする分身を1つ装備。最大4個。自機の動きをトレースするが、自機の移動を止めるとオプションの移動も止まる。
 !?
オクトパストラップ以外の全ての装備が無くなる（パワーダウン）。
オクトパストラップ
タコツボを装備して前方からの攻撃を防ぐ。ダメージを受けるとひびが入り、効力がなくなると割れる。

ツインビー（TWIN BEE）
『ツインビー』シリーズの主人公。外見はウインビー（初代）風。17歳。攻撃範囲が広く火力も高い。3ウェイとロケットパンチが強力。オプションの性質上、常に動き回らないといけないので、地形の狭いステージ（氷結地帯など）が苦手。
スピードアップ
自機の移動スピードが1段階アップ。最大5速。
ロケットパンチ
正面に発射され敵を貫通しつつ戻ってくるミサイル。
テイルガン
正面と真後ろに通常弾を発射。
3ウェイ
正面と上下の3方向に通常弾を発射。
オプション
自機と同じ攻撃をする分身を1つ装備。最大3個。自機の動きをトレースする。自機の移動を止めてもすぐにはオプションの移動が止まらず、自機に重なっていく。
 !?
フォースフィールド以外の全ての装備が無くなる（パワーダウン）。
フォースフィールド
全方向からの攻撃を防ぐバリア。

ペン太郎（PENTAROU）
『けっきょく南極大冒険』のペンギンとペン子の間に出来た子供。9歳。ダブル主体で使用すればビックバイパーとさほど変わらないが、オプション動作が収束タイプなので楽が出来ない。4機体の中で最も攻略が難しい。
スピードアップ
自機の移動スピードが1段階アップ。最大5速。
ポットンミサイル
真下に発射され敵を貫通するミサイル。地形にそって移動する。耐久力のある敵は貫通しない。
ダブル
正面と前斜め上に通常弾を発射する。
スプレッドガン
着弾すると爆発し、爆風でもダメージを与えることができる弾。発射後のレバーの上下入力に応じて弾道が変わる。
オプション
自機と同じ攻撃をする分身を1つ装備。最大3個。自機の動きをトレースする。自機の移動を止めてもすぐにはオプションの移動が止まらず、自機に重なっていく。
 !?
バブル以外の全ての装備が無くなる（パワーダウン）。
バブル
全方向からの攻撃を防ぐ泡のバリア。

## 移植版
| タイトル                                             | 発売日                | 対応機種                                        | 開発元                   | 発売元                     | メディア                                      | 型式                      | 備考               |
| ---------------------------------------------------- | --------------------- | ----------------------------------------------- | ------------------------ | -------------------------- | --------------------------------------------- | ------------------------- | ------------------ |
| パロディウスだ!                                      | 1990年11月30日 1992年 | ファミリーコンピュータ                          | コナミ                   | コナミ                     | 2メガビット+16キロRAM ロムカセット            | RC849                     |                    |
| パロディウスだ!                                      | 1991年4月5日 1992年   | ゲームボーイ                                    | コナミ開発三部           | コナミ                     | 2メガビットロムカセット                       | DMG-PVJ                   |                    |
| パロディウスだ! 〜神話からお笑いへ〜                 | 1991年4月19日         | X68000                                          | コナミ                   | コナミ                     | フロッピーディスク                            | RA955                     |                    |
| パロディウスだ! 〜神話からお笑いへ〜                 | 1992年2月21日         | PCエンジン                                      | コナミ                   | コナミ                     | 8メガビットHuCARD                             | KM91003                   |                    |
| パロディウスだ! 〜神話からお笑いへ〜                 | 1992年7月3日 1992年   | スーパーファミコン                              | コナミ開発三部           | コナミ                     | 8メガビットロムカセット                       | SHVC-PD                   |                    |
| 極上パロディウスだ! DELUXE PACK                      | 1994年12月3日 1996年  | PlayStation                                     | コナミ                   | コナミ                     | CD-ROM                                        | SLPS-00002                |                    |
| 極上パロディウスだ! DELUXE PACK                      | 1995年5月19日 1996年  | セガサターン                                    | コナミ                   | コナミ                     | CD-ROM                                        | T-9501G                   | アーケード版の移植 |
| 極上パロディウスだ! DELUXE PACK PlayStation the Best | 1997年3月20日         | PlayStation                                     | コナミ                   | コナミ                     | CD-ROM                                        | SLPM-86031                | 廉価版             |
| パロディウスだ! 〜神話からお笑いへ〜                 | 1997年9月30日         | スーパーファミコン                              | コナミ                   | コナミ                     | フラッシュロムカセット （ニンテンドウパワー） | -                         |                    |
| コナミGBコレクション VOL.4                           | 1998年3月19日 2000年  | ゲームボーイ（日本） ゲームボーイカラー（欧州） | KCEJ                     | コナミ                     | 4メガビットロムカセット                       | DMG-AJLJ-JPN DMG-AF8P-EUR |                    |
| パロディウスだ! 〜神話からお笑いへ〜                 | 2003年2月19日         | 504i・504iS専用 （iアプリ）                     | コナミ                   | コナミモバイル・オンライン | ダウンロード （コナミネット超DX）             | -                         |                    |
| 極上パロディウスだ! DELUXE PACK PS one Books         | 2003年11月20日        | PlayStation                                     | コナミ                   | コナミ                     | CD-ROM                                        | SLPM-87329                | 廉価版             |
| パロディウスだ! 〜神話からお笑いへ〜                 | 2004年2月18日         | Vアプリ                                         | コナミ                   | コナミオンライン           | ダウンロード （コナミネットDX）               | -                         |                    |
| パロディウスだ!                                      | 2006年                | EZアプリ                                        | コナミ                   | コナミ                     | ダウンロード                                  | -                         |                    |
| パロディウス ポータブル                              | 2007年1月25日         | PlayStation Portable                            | Konami Software Shanghai | コナミ                     | UMD                                           | ULJM-05220                | アーケード版の移植 |
| パロディウス ポータブル コナミ・ザ・ベスト           | 2008年3月13日         | PlayStation Portable                            | コナミ                   | コナミ                     | UMD                                           | ULJM-05324                | 廉価版             |

ファミリーコンピュータ版
1990年11月30日発売。ビックバイパーはオプション4つ、長いレーザーを装備できる。しかし処理落ちが多くスプライト欠けも多い。全7面でAC版の4（日本）、6（パチンコ）、7（泡）、9（墓地）面が削られており、白ベルの効果がメガホンから1UPに変更されている。
2面の中ボスがちちびんたリカから露出度の低い衣装のミス・ミシタリーナというキャラクターに変更され、『ファミコン通信』、『ファミリーコンピュータMagazine』2誌ともに不満点の一つとして挙げていた。4面（AC版では3面にあたる）ボスのBGMが「天国と地獄」から「熊蜂の飛行」に変更され（前述）、5面ボスのよしこの攻撃も、よしおからハートに変更された（AC版と違い、破壊不可能）。遊園地をモチーフにしたオリジナルステージがあるほか、特定のポイントから隠しステージに入る裏技もある。ステージ3の他にはステージ1、5、6にもあり、ステージ6ではAC版のステージ4を短くしたような内容で、隠しステージラストのパワーカプセルを取ると、プレイ中に4種の自機のうちのどれかを変更できる。
エンディング曲は「パロディウス音頭」のフルバージョン（説明書に歌詞が掲載されている）となっている。
| Stage           | 内容                                    | ステージ音楽                                 | 解説 | ボス             | ボス戦の音楽                                                             |
| --------------- | --------------------------------------- | -------------------------------------------- | --- | ---------------- | ------------------------------------------------------------------------ |
| オリジナル（3） | 〜速いぜ!ジェットコースター〜（遊園地） | ヨハン・シュトラウス2世 『アンネン・ポルカ』 | 観覧車など遊園地のパロディ面。 ジェットコースターには乗ることもできる。 隠しステージはAC版9面を簡略化したようなステージになっている。 | ヨツヤQのツボネ  | ベートーヴェン 『交響曲第9番ニ短調「合唱付き」第4楽章より終盤部分』      |
| オリジナル（3） | 〜速いぜ!ジェットコースター〜（遊園地） | ヨハン・シュトラウス2世 『アンネン・ポルカ』 | 観覧車など遊園地のパロディ面。 ジェットコースターには乗ることもできる。 隠しステージはAC版9面を簡略化したようなステージになっている。 | バイキングモアイ | 『グラディウスII -GOFERの野望-』より 「The Final Enemy」（クラブの音楽） |
| オリジナル（3） | 〜速いぜ!ジェットコースター〜（遊園地） | ヨハン・シュトラウス2世 『アンネン・ポルカ』 | 観覧車など遊園地のパロディ面。 ジェットコースターには乗ることもできる。 隠しステージはAC版9面を簡略化したようなステージになっている。 | ウーンボットン   | リムスキー＝コルサコフ 『熊蜂の飛行』                                    |
ゲームボーイ版
1991年4月5日発売（その後、1998年3月19日に『コナミGBコレクションVOL.4』で再収録）。ビックバイパーのレーザーは今までのGB版ネメシスシリーズと違って長い。オプションは2つまでしかつかないが、難易度調節がある。モノクロで、ステージ数は少ないものの、最終面以外好きなステージから始めることができ、グラフィックのクオリティはファミコン版より高く、ちちびんたリカも登場するため『マイコンBASICマガジン』で高く評価されている。7面（AC版では6面にあたる）に中ボスとして『グラディウスIII -伝説から神話へ-』に登場する中ボス「ディスラプト」を彷彿とさせるキャラクターが追加されている。ペン太郎のスプレッドガンが使いにくい性能となっている。
| Stage             | 内容                    | ステージ音楽                                                             | 解説                                                                                    | ボス               | ボス戦の音楽                  |
| ----------------- | ----------------------- | ------------------------------------------------------------------------ | --------------------------------------------------------------------------------------- | ------------------ | ----------------------------- |
| オリジナル（3）   | 〜クリスタル〜[注釈 14] | MSX版『パロディウス 〜タコは地球を救う〜』より 「幻想蛸興曲」（3面BGM）  | 氷が大量に出現する。 AC版8面をアレンジした内容。                                        | クリスタルゴーレム | CRISTAL GOREM（オリジナル曲） |
| 隠しステージ(3,5) | ボーナスステージ        | ロッシーニ 『歌劇「ウィリアム・テル」序曲より第4部「スイス軍隊の行進」』 | 1upや得点カプセルが多く出現。AC版3面の粒も出現。 一機ミスで即終了、次のステージに進む。 |                    |                               |
X68000版
1991年4月19日発売。｢Oh!X｣ 1991年5月号に掲載された見開き広告では次のように紹介されていた。
1. 夢にみた業務用正統超絶移植。
2. MIDI対応。最強音質で「パロディウス音頭｣を踊れる。（対応機種/ローランドMT-32/CM-32L)
3. 豪華美麗高級NEWパッケージでお目見え。

デモ画面のタコや8面のボス（プーヤン）などをソフトウェア処理で拡大縮小（これにより多少の処理落ちが目立つ）している以外は、アーケード版の雰囲気をほぼ忠実に移植している。BGMについては、内蔵音源のみではハードの制限からオーケストラル・ヒットなどのサンプリング音が一部割愛されている。ただし、上記のMIDI音源を追加することにより、オリジナルよりも高品質で楽しむことができた。サウンドドライバの裏技としてサウンドテスト（このモードにすると「見つかっちゃった」と喋る）や、起動BGMをデータレコーダの変調音（ピーガガガというような音）風などに替えることもできた。
同機種、同社でのソフトウェアリリースはそれまでにも行われていたが、ソフトウェアが自社製になるのはこの製品からである。
販促用のサンプルディスク版では全てのプログラムがC言語で書かれていたが、10MHz機での動作には処理落ちが目立つ状況であったため、負荷になる部分をアセンブラに書き直すことで、製品版では10MHz機でもゲームに支障のない速度になっている。
また、発売タイトル選定時に要望の多かった『グラディウスII』のリリースを検討するにあたり、よりエフェクトなど処理量の大きなこのソフトウェアの移植を行い、可否の判断をしたと、後日、BASICマガジンのインタビューで明らかにしている。
PCエンジン版
1992年2月21日発売。大幅にアレンジされたファミコン版と異なり、家庭用ゲーム機において初のアーケード版に準拠した移植となっている。容量などの問題により、オープニングデモの変更やステージ5（モアイ戦艦）とステージ8（氷結地帯）は削られ全8面構成になっている事を除けば、内容はアーケードに忠実である。
画面レイアウトが下部に集約された関係により、画面を多少上下にスクロールする仕様になっている。ビックバイパーのレーザーは点滅表示（レーザー表示にスプライトを使用のため、最大表示個数の対策のための処理）、多重スクロールはスプライトやパターン書き換えなどを駆使し、2・3・5・6ステージでは可能な限り再現されている。緑ベル取得の際の拡大演出も、複数のパターンを予め持つことにより再現している。
後に発売されたスーパーファミコン版ではカットされていた「ちちびんたリカの腰振り」や「泡ステージのセクシーボイス」やその他の細かな演出などはそのまま再現されている。使用できるコントローラーが2ボタン仕様のため、ベルパワーの使用はショットボタンを2度押しで行う。このため通常ショットはオート連射機能付きである。
PCエンジン版オリジナルの追加仕様としてスコアアタックができるスペシャルステージ（BGMはマスネの『タイスの瞑想曲』とカバレフスキーの『道化師のギャロップ』）が追加された。条件によってボスが怪傑ミドリマント、食通大王まんじりクン、スーパーDX皇帝ペンギンなど本作オリジナルのキャラクターも登場する。
スーパーファミコン版
1992年7月3日発売。移植発売が後発であること、スーパーファミコンのスペックを活かしてクオリティは非常に高いものになっている。音質はややアーケード版に劣るものの、当時の他のスーパーファミコンのシューティングゲームでよく見られた処理落ちも少なく、画面レイアウトやオープニングデモや多重スクロールもアーケード版と同様。
また、ビックバイパーのレーザー表示はBGで行っているため、他機種の移植版やで過去作の『グラディウスIII』で見られた点滅表示ではなく、アーケード版とほぼ同様である。※8面のボスのプーヤン（フグ）演出にはモード7の拡大機能を使用のため、レーザーがスプライト表示となる関係で、多数のオプションを装備時には横並び制限によるスプライト欠けが起こる。
また、スーパーファミコン版のオリジナル仕様として、9面の墓地ステージクリア後に銭湯をモチーフにしたオリジナルステージがステージ10として追加された。ここをクリアするとSFC版ではステージ11となりAC版同様に要塞ステージへと突入する。またこれ以外にも点数稼ぎを競うトライアル的なステージとしてOMAKE!モード（おまけ面）が存在する。
さらにシステム面において、オートでも任意でパワーアップが可能になり（以降の関連作品のセミオートと同じ）、オプションではベルパワーの使用に専用のボタンの割り当てが可能になったり、難易度を7段階に設定可能等、アーケード版よりも設定関連の幅が広がっている。
ただしショットとミサイルボタンの挙動がAC版と異なり、ソフト連射設定をONにしていてもビックバイパーのレーザーが最長まで伸び、ソフト連射設定をOFFにするとボタンの押し直しをしないと次弾が発射されない（AC版は速射は出来ないものの自動連射する）。
演出面の変更に関しては、当時のスーパーファミコンソフトの製作に際の演出規制による、ちちびんたリカの腰振りの演出のカットや、白ベルのセリフの改編などがあった。
| Stage         | 内容                       | ステージ音楽                                      | 解説 | ボス       | ボス戦の音楽                                              |
| ------------- | -------------------------- | ------------------------------------------------- | --- | ---------- | --------------------------------------------------------- |
| 10            | オリジナルステージ（銭湯） | ブラームス 『ハンガリー舞曲 第5番』               | このステージでは後半に耐久力を持った骸骨と豚が通路を塞いでいる。 | タコ飛雄馬 | ムソルグスキー 『組曲「展覧会の絵」より「プロムナード」』 |
| OMAKE! モード | （おまけステージ）         | イマヌエル・プガチョフ・アミラ 『マイム・マイム』 | 点数稼ぎを競うトライアル的なステージ。いかに黄ベルを連続で取り続けるかが重要になってくる。 またこのモードではオプションの残機設定は適用されず、2機固定でスタートされる。 |            | リムスキー＝コルサコフ 『熊蜂の飛行』                     |
PlayStation版
1994年12月3日発売。PlayStation本体と同時発売。CD-ROMを採用した初の『パロディウス』ということもあり、サウンド面ではほぼ完全な移植ではあるが、ゲーム内容としては処理落ち（敵の弾が大量発生した時、画面の動きが遅くなる現象）が全くない他、菊一文字に重なると無敵になるという攻略テクが無効、さらにはボス撃破・黄ベルの連取など高得点取得時にかけ離れたスコアが得られる、各ステージ前にロードが入るなど、アーケード版とは違う要素がある。ボムボタンをミサイル以外の独立したボタンへ変更可能。
また、隠し要素としてステージ2に列車風のオリジナルのステージが追加されており、条件を満たすことで本来の「ピエロの涙も三度まで」の代わりに登場する。このステージは『サンダークロス』ステージ4をアレンジしている。
PlayStation版とセガサターン版は『極上パロディウス 〜過去の栄光を求めて〜』とのカップリングで『極上パロディウスだ! DELUXE PACK』というタイトルになっている。
セガサターン版
1995年5月19日発売。7面と9面のラインスクロールも再現されている。
携帯電話アプリ版
（AC1・AC2・AC5・AC6・AC10の全7面）
2003年2月19日年以降配信開始。携帯電話のバージョンなし（i、S!、EZ（BREW), これは、日本で出版された、およびオンライン再ダウンロードコナミネットDXなど。
| Stage | 内容 | ステージ音楽 | 解説 | ボス | ボス戦の音楽 |
| ----- | ---- | ------------ | ---- | ---- | ------------ |
| (?)   |      | (?)          | (?)  | (?)  | (?)          |
PlayStation Portable版
2007年1月25日発売。シリーズ全作品を収録し『パロディウス ポータブル』に収録されている。ルーレット開始の音が鳴らなかったり8面のボス（プーヤン）の挙動が不自然であるが、移植度は良好。4面のBGMがSFC版の銭湯ステージ（ハンガリー舞曲 第5番）とAC版4面の後半のリミックス版になっている。難易度上昇率の変更、ゲーム中のセーブ・ロードが可能になっている。

## スタッフ
アーケード版
- メイン・プログラマー：CHICHIBINTA TSUKASA（徳田典）
- サブ・プログラマー：TYUKEN
- キャラクター・デザイナー：GAKINCHO、TOUYOU SYOUTAROU、三好威正、MORY-WANDAYU、MIKACHAN
- サウンド：-CAMEO- MATANO -DOKUO- UMENO（村岡一樹）
- ハード・デザイナー：DENDOUKONISI
- ツール・デザイナー：AV TOSHIMI、KANTON TEN
- スペシャル・サンクス：KAZUHISA.N、HIROAKI.T、MSX PARODIUS TEAM、GRADIUS 1・2・3 TEAM、SALAMANDER TEAM、ROOM 1002、1005、1007、1008、1010、1011、1012

ファミリーコンピュータ版
- プログラマー：TAKEMOTO（たけもとみつお）、H.HORI、C.OZAWA
- キャラクター：SHIGEMOTO、HORIE（堀江浩司）、KATAKAMI（かたかみふみまさ）
- サウンド：TAKEYASU（竹安弘）、TOMITA（冨田朋也）

ゲームボーイ版
- プログラマー：上田英生
- グラフィック：小玉紀年
- サウンド：Mr.FUKUTAKE（福武茂）、いとうあきこ、船内秀浩
- アシスタント：H.ITOH
- サンクス：PD MATSUDA（松田裕）、Mr.KITAUE（北上一三）、KUROKOTAI

PCエンジン版
- メイン・プログラマー：CHICHIBINTA TSUKASA（徳田典）
- サブ・プログラマー：NISHIKAWA THE VILLAIN（西川智子）
- キャラクター・デザイナー：KAYO CHAN、HOBIBI IGOU、MIKA CHAN、MIDORIN-YOSHINO
- サウンド：-CAMEO- MATANO -DOC.- UMENO（村岡一樹）
- ビジュアル・デザイナー：MATSUDA PIROCHI（松田裕）
- スペシャル・サンクス：永田昭彦、橋本和久、PIGS TEAM MEMBERS

スーパーファミコン版
- リード・プログラマー：POMPOM、松岡伸治
- アシスタント・プログラマー：CHACHA YOSHIDA（吉田晃之）、BINBIN、奥谷友春
- キャラクター・デザイン：藤本武史、岸本方彰、薬師寺健雄、堀江浩司
- サウンド・デザイン：上原和彦、衛藤英幸
- ビジュアル・デザイン：OFUNADON
- パブリック・インフォメーション：LEAK SAGOI（砂井幸代）
- スペシャル・サンクス：UMECHAN（梅崎重治）、TAKECHAN、SATOCHAN

## 評価
アーケード版
- ゲーム誌『ゲーメスト』誌上で行われていた「第4回ゲーメスト大賞」（1990年度）において、読者投票により大賞2位を獲得している。その他に、ベストシューティング賞で1位、ベスト演出賞で1位、ベストグラフィック賞で7位、ベストVGM賞で2位、プレイヤー人気で5位、年間ヒットゲームで5位、ベストキャラクター賞ではちちびんたリカが3位、タコが6位、ペンギンが10位、ハニーみかよが17位を獲得した。
- 1991年に刊行されたゲーメストムック『ザ・ベストゲーム』において、それまでの全アーケードゲーム作品を対象とした読者投票では第14位を獲得、同誌では「読んで字のごとくグラディウスシリーズをパロったゲーム。人をナメきったギャグにあふれているが、多くの人をひきつけたのはゲーム性の高さゆえだろう」、「1990年のAOUショーで発表され、一番の人気を集めた。（中略）出てくるキャラクターを見ているだけでも笑えるのだが、何といっても自社のゲームをパロっているというのがスゴイ。パロディゲームであるとはいえ、ゲームとしての完成度が高いところがまたすごいといえるだろう」とゲーム性やキャラクター造形に関して肯定的に評価されている。
- 1998年に刊行されたゲーメストムック『ザ・ベストゲーム2』では、「美しいグラフィックでセンス良くまとめられていたため、元ネタを知らない女性・一般プレイヤーにも受け入れられていた」、「カラフルでコミカルな内容とは裏腹に、シューティングゲームとしての完成度、ゲーム性の高さはグラディウスシリーズに引けをとらない本格派」、「マニアから一般まで幅広い層に受け入れられヒットしたパロディウスは、極上パロディウス→セクシーパロディウスと続編が発売され、グラディウスシリーズから独立した1つの人気シリーズとなっている」とグラフィック、ゲーム性に関して肯定的に評価されている。

ファミリーコンピュータ版
ゲーム誌『ファミコン通信』の「クロスレビュー」では合計25点、『ファミリーコンピュータMagazine』の読者投票による「ゲーム通信簿」での評価は以下の通り23.91点（満30点）となっている。
| 項目 | キャラクタ | 音楽 | 操作性 | 熱中度 | お買得度 | オリジナリティ | 総合  |
| 得点 | 4.44       | 4.01 | 3.83   | 3.99   | 3.86     | 3.78           | 23.91 |
ゲームボーイ版
ゲーム誌『ファミコン通信』の「クロスレビュー」では合計27点、『ファミリーコンピュータMagazine』の読者投票による「ゲーム通信簿」での評価は以下の通り23.3点（満30点）となっている。また、同雑誌1991年5月24日号特別付録の「ゲームボーイ オールカタログ」では「コナミがみずからの手で『グラディウス』や『ツインビー』をパロってそのイメージを崩しているが、シューティングとしての難易度はかえって高いぐらいである」、「システムは『グラディウス』をベースにした横スクロールシューティング。各ステージとも笑いを狙った名前、形、動きのキャラたちばかりで、どのゲームのどんなキャラがもとなのか知っていても知らなくてもついつい吹き出してしまうことうけあいだ」とキャラクター造形や世界観に関して肯定的なコメントで紹介されている。
| 項目 | キャラクタ | 音楽 | お買得度 | 操作性 | 熱中度 | オリジナリティ | 総合 |
| 得点 | 4.3        | 3.8  | 3.8      | 3.8    | 3.8    | 3.7            | 23.3 |
PCエンジン版
ゲーム誌『ファミコン通信』の「クロスレビュー」では合計29点、『月刊PCエンジン』では100・95・95・85・95の平均94点（満100点）、『マル勝PCエンジン』では9・9・8・9の合計35点（満40点）、『PC Engine FAN』の読者投票による「ゲーム通信簿」での評価は以下の通り24.82点（満30点）となっている。また、この得点はPCエンジン全ソフトの中で18位（485本中、1993年時点）となっている。同雑誌1993年10月号特別付録の「PCエンジンオールカタログ'93」では、「システムは『グラディウス』シリーズを受け継ぎながら、背景やキャラクタは思いっきりユニークで笑えるものになっている。特に敵キャラクタは、派手なパフォーマンスと多彩な攻撃で、プレイヤーを楽しませつつ苦しめてくる。最後まで飽きさせない、サービス精神いっぱいのゲームだ」とキャラクター造形に関して肯定的なコメントで紹介されている。
| 項目 | キャラクタ | 音楽 | 操作性 | 熱中度 | お買得度 | オリジナリティ | 総合  |
| 得点 | 4.64       | 4.09 | 4.24   | 4.40   | 3.44     | 4.00           | 24.82 |
スーパーファミコン版
ゲーム誌『ファミコン通信』の「クロスレビュー」では、5・8・8・8の合計29点、『ファミリーコンピュータMagazine』の読者投票による「ゲーム通信簿」での評価は以下の通り23.54点（満30点）となっている。この得点はスーパーファミコン全ソフトの中で27位（323本中、1993年時点）となっている。その他、『SUPER FAMICOM Magazine』1993年8月情報号特別付録の「スーパーファミコンオールカタログ'93」巻末に収録されている「部門別ベスト30」では、総合27位、キャラクタ9位、音楽・効果音21位、操作性26位を獲得している。
| 項目 | キャラクタ | 音楽 | 操作性 | 熱中度 | お買得度 | オリジナリティ | 総合  |
| 得点 | 4.48       | 4.03 | 3.93   | 3.89   | 3.67     | 3.56           | 23.54 |

## 後続への影響
- 本作のエンディングBGMはオリジナルのものだが、後にPCエンジン版『グラディウス』のエンディングにも採用された。
- よしこ＆よしお、電飾コアは『オトメディウス』にも登場。よしこ＆よしおはイースター島ステージのボスとして登場するが、この作品ではよしことよしおは恋人関係であるような描写が見られる。
- オリジナルサウンドトラックには、BGMだけでなく効果音も（BGMなしで）全て収録されており、サントラの発売後から現在でも多くのテレビ番組で長年使用され続けている。
- SFC版ではフル装備コマンドの他に、完全無敵になれるコマンドも用意されており、その後のSFC版の『極上パロディウス』や『実況おしゃべりパロディウス』にも継承された。
- 当時、2つの少年誌で連載されていたゲーム漫画で本作を取り扱ったエピソードが掲載された。それぞれ、『コミックボンボン』の『ロックンゲームボーイ』（1989年 - 1991年）である。
- 本作で採用された「タイマー難易度」システムは後に本シリーズ以外に同社の『サンダークロスII』、『ツインビーヤッホー! ふしぎの国で大あばれ!!』、『沙羅曼蛇2』、『グラディウスIV -復活-』にもフィードバックされたが、他社の縦スクロールシューティングゲームにも波及された結果、シューティングゲームの高難易度化がさらに進み、プレイヤーのシューティングゲーム離れが顕著化された。以上の結果、シューティングゲームのリリースタイトル数の減少に繋がった。